# Jarálambos Jolidis
Jarálambos Jolidis –en griego, Χαράλαμπος Χολίδης– (Pajtarau, URSS, 1 de octubre de 1956–Atenas, 26 de junio de 2019) fue un deportista griego que compitió en lucha grecorromana.
Participó en cuatro Juegos Olímpicos de Verano, entre los años 1976 y 1988, obteniendo en total dos medallas de bronce, en Los Ángeles 1984 y Seúl 1988, ambas en la categoría de 57 kg.
Ganó dos medallas de bronce en el Campeonato Mundial de Lucha, en los años 1978 y 1986, y tres medallas en el Campeonato Europeo de Lucha entre los años 1976 y 1986.

## Palmarés internacional
| Juegos Olímpicos   | Juegos Olímpicos             | Juegos Olímpicos  | Juegos Olímpicos |
| Año                | Lugar                        | Medalla           | Categoría        |
| ------------------ | ---------------------------- | ----------------- | ---------------- |
| 1984               | Los Ángeles (Estados Unidos) | Medalla de bronce | 57 kg            |
| 1988               | Seúl (Corea del Sur)         | Medalla de bronce | 57 kg            |
| Campeonato Mundial |                              |                   |                  |
| Año                | Lugar                        | Medalla           | Categoría        |
| 1978               | Ciudad de México (México)    | Medalla de bronce | 52 kg            |
| 1986               | Budapest (Hungría)           | Medalla de bronce | 57 kg            |
| Campeonato Europeo |                              |                   |                  |
| Año                | Lugar                        | Medalla           | Categoría        |
| 1976               | Leningrado (URSS)            | Medalla de bronce | 52 kg            |
| 1983               | Budapest (Hungría)           | Medalla de plata  | 57 kg            |
| 1986               | El Pireo (Grecia)            | Medalla de plata  | 57 kg            |